# Sony Xperia ZL
El Sony Xperia ZL es un teléfono móvil inteligente de alta gama, con pantalla táctil, sistema operativo Android, es diseñado, desarrollado y comercializado por la empresa japonesa Sony Mobile Comunications. El ZL fue anunciado por Sony en el CES 2013 y ha sido lanzado en diversos países con Android 4.1 Jelly Bean, actualmente integra Android 5.1.1 Lollipop. El teléfono viene con una pantalla full HD (Resolución de 1920x1080) con 443 dpi aproximadamente. El Xperia ZL es una versión homóloga con el Sony Xperia Z, el Z es resistente al agua y polvo, así como otras diferencias menores con el ZL.

## Características
- Pantalla de 5 pulgadas 1080 x 1920p, full HD Reality Display, con el motor de Bravia Mobile 2.
- Cámara de 13 Megapixeles y captura rápida con sensor Exmor RS, es el primer teléfono inteligente con sensor de imagen de HDR (alto rango dinámico de imagen).
- Procesador de 1.5 Ghz quad-core Qualcomm Snapdragon S4 Pro.
- 2GB de memoria RAM.
- Diseño compacto, el display es un 75% del panel frontal.
- Funciones de un solo toque.
- IR blaster-televisión, función de control remoto para televisores de una amplia variedad de marcas.
- Soporta redes 4G.
- Pantalla táctil TFT capacitativa.
- Disponible en tres colores: blanco,negro y rojo.
- Puede ser actualizado a Android 5.1.1 (versión 10.7.A.0.228)
- Tamaño 131.6 x 69.3 x 9.8 mm (5.18 x 2.73 x 0.39 pulg.) peso 151 g (5.33 oz) (el tamaño es diferente al modelo Z que mide 139 x 71 x 7,9 mm)

## Configuraciones y funciones
- Manuales interactivos Archivado el 7 de mayo de 2015 en Wayback Machine.

- Datos: Q8431790